# Hotel Angst
L'Hotel Angst è uno storico albergo di lusso di Bordighera sulla riviera di Ponente in Italia.

## Storia
L'albergo venne costruito nel 1887 dall'imprenditore svizzero Adolf Angst, intenzionato ad aprire un grande albergo di lusso. L'albergo raccolse un notevole successo, venendo frequentato da una clientela di origine britannica nei mesi invernali. Il successo fu tale che nel 1900 la regina Vittoria del Regno Unito riservò per se e il suo entourage l'intera struttura per una stagione, anche se il suo viaggio venne successivamente annullato a causa della seconda guerra boera.
Durante la prima guerra mondiale, l'hotel venne trasformato in un ospedale militare. In seguito alla morte di Adolf Angst nel 1924, la gestione dell'albergo passò al suo genero. La sua decadenza cominciò nel periodo tra le due guerre a causa del crollo del turismo aristocratico. La chiusura definitiva avvenne nel 1936, rimanendo abbandonato per circa ottant'anni.
A partire dal 2018, la struttura è sottoposta a importanti lavori di restauro mirati a trasformare l'albergo in appartamenti di lusso. Alla fine del 2022, a lavori ancora in corso, è stato annunciato che oltre il 35% degli appartamenti aveva trovato degli acquirenti.

## Descrizione
L'edificio presenta uno stile eclettico.

## Galleria d'immagini

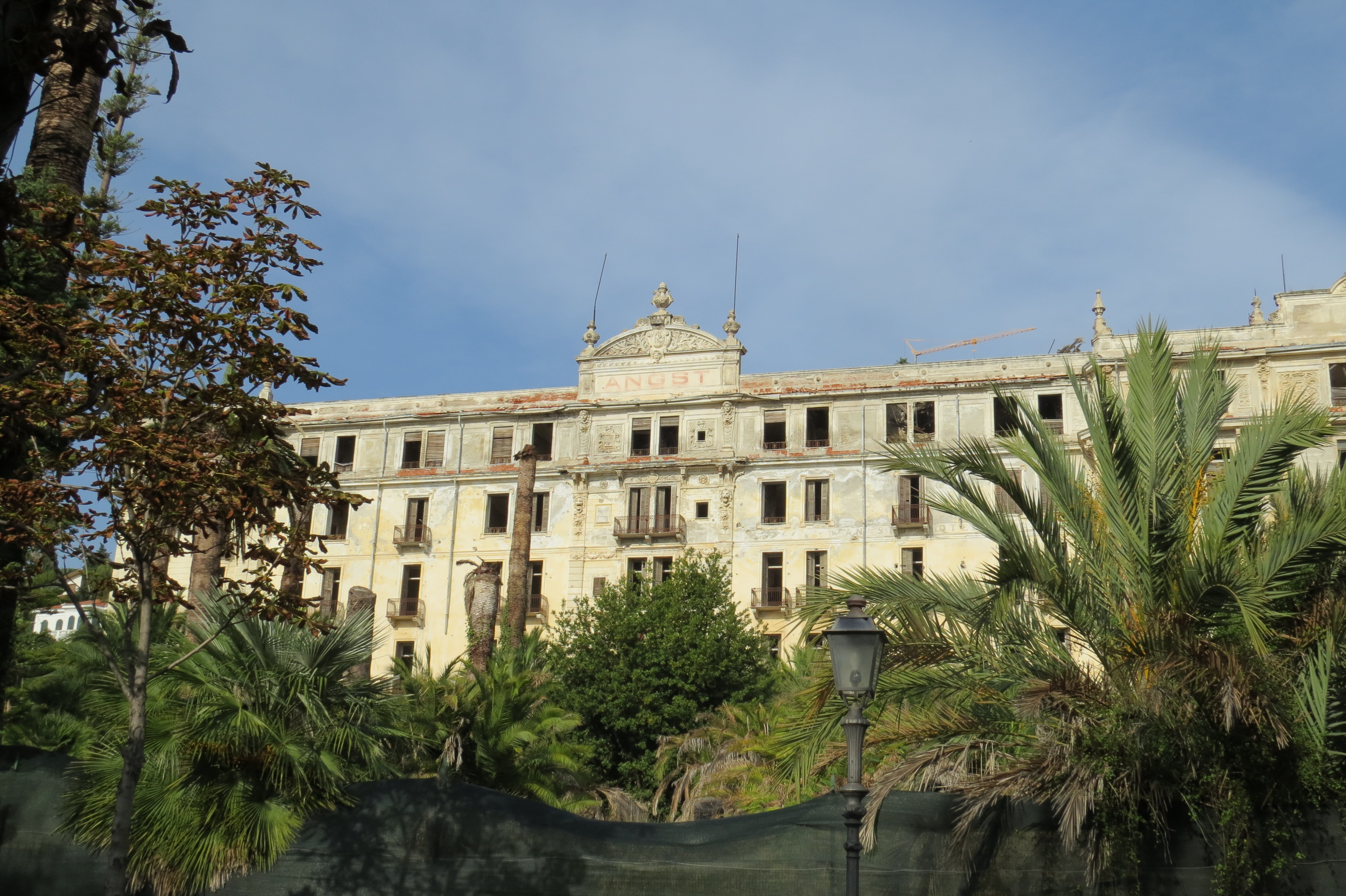
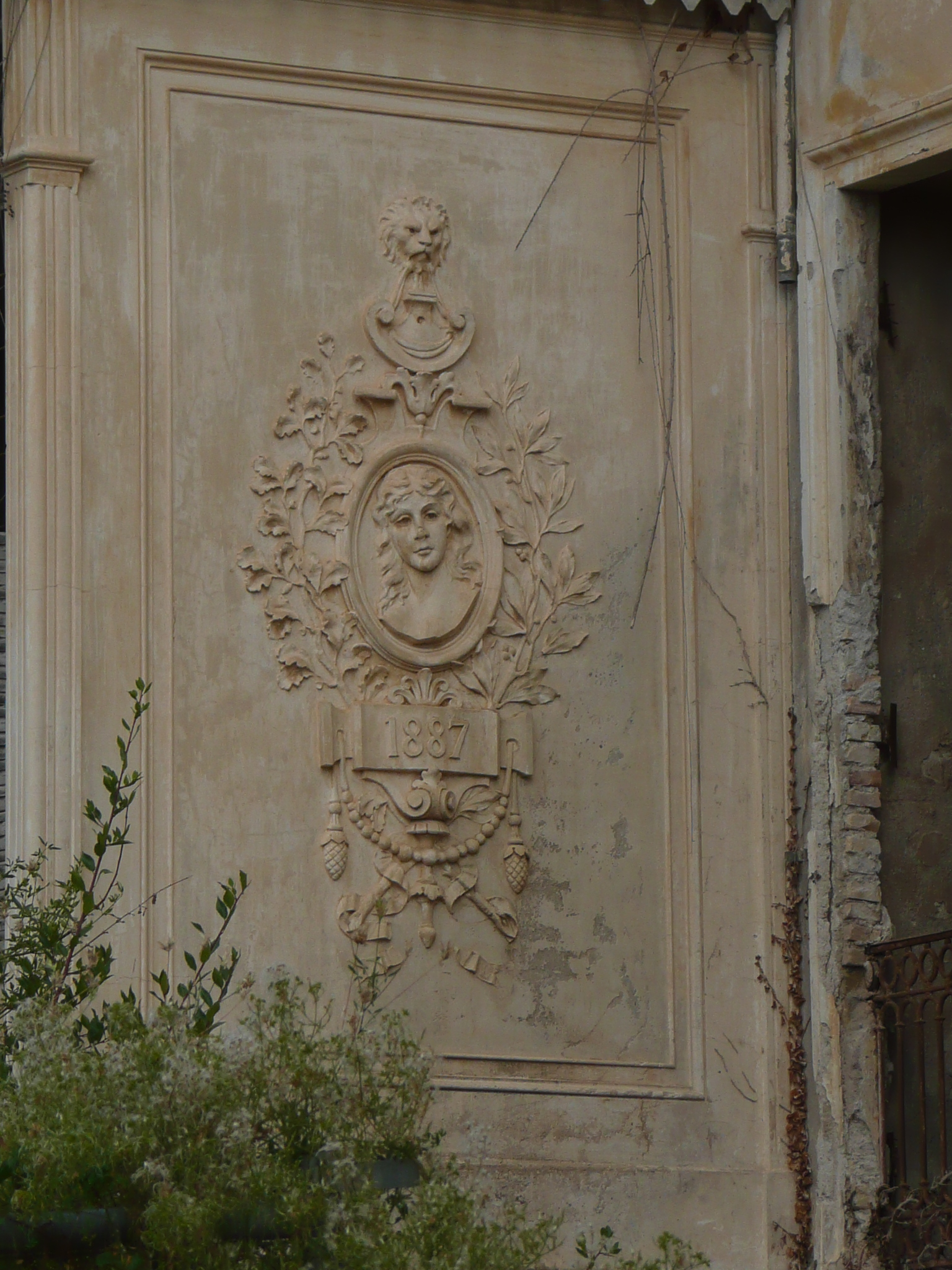
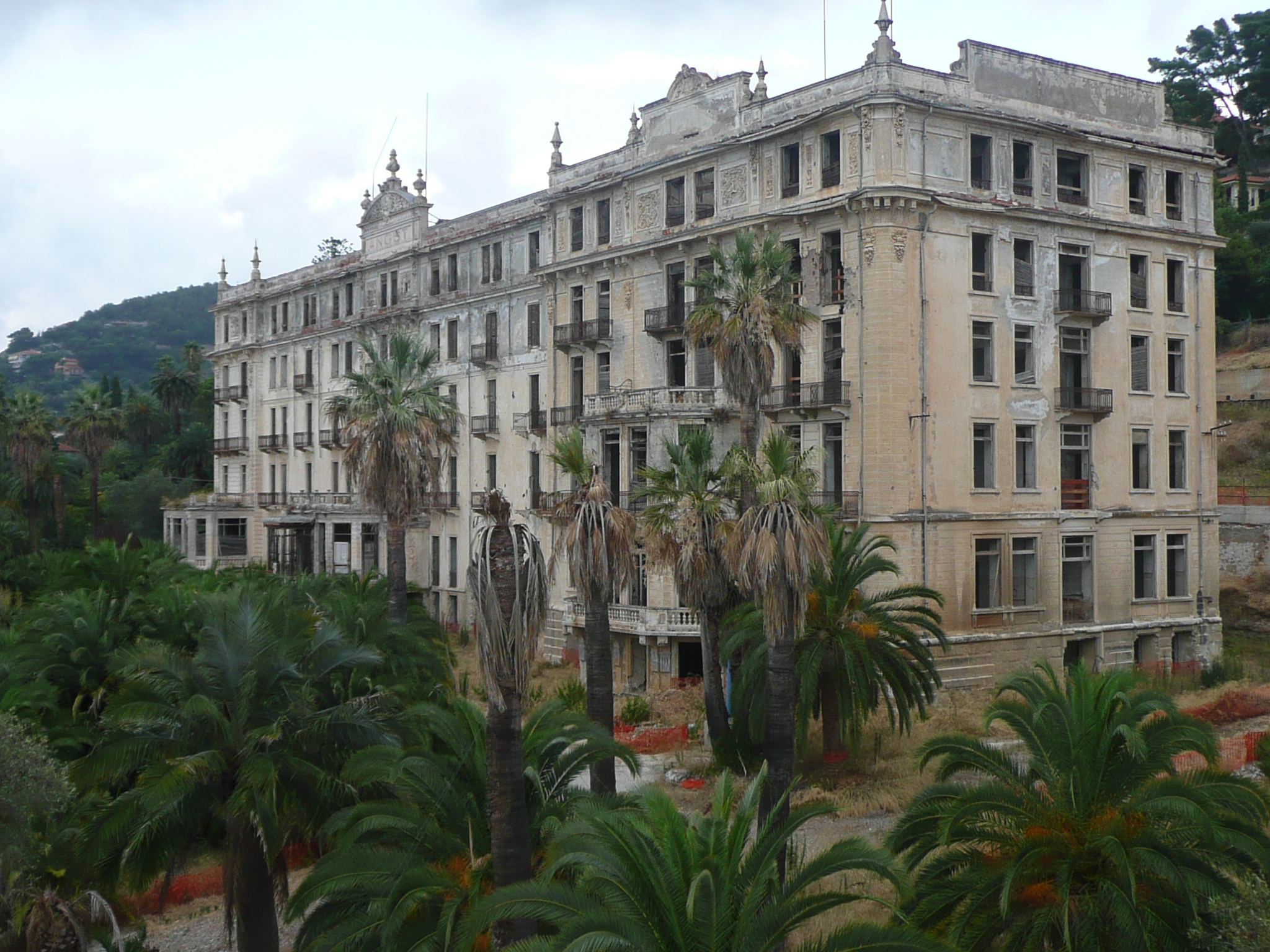